# Iglesia parroquial del Sagrado Corazón de Jesús (Melilla)
La iglesia del Sagrado Corazón es un templo católico neorrománico de la ciudad española de Melilla. Está situado en el ensanche modernista, en la plaza de Menéndez Pelayo, y forma parte del Conjunto Histórico Artístico de la Ciudad de Melilla, un Bien de Interés Cultural.

## Historia
Fue construida entre 1900 y 1918 según el proyecto de Fernando Guerrero Strachan, siendo inaugurada el 19 de mayo de 1918. En 1927 es reparada según proyecto de Enrique Nieto a causa de un fuerte temporal.
En 1988, la Iglesia del Sagrado Corazón se caía literalmente a pedazos. No había ni campanas y el sonido de éstas se simulaba por megafonía y altavoces. El empresario melillés Mohand Moh Mohatar se ofreció a restaurar la Iglesia, gracias a su gran amistad con el vicario Santiago Martínez, sacerdote carismático a cuyo cargo estaba el templo. Mohatar invirtió más de 11 millones de pesetas de 1989, utilizados en colocar las campanas, pintar la Iglesia, renovar la instalación eléctrica y la megafonía, reparar y barnizar altares, tronos y mobiliario. Aunque lo más importante, como destacó el entonces vicario Santiago Martínez, fue la construcción del Sagrario a la izquierda del Altar Mayor, y que para el padre Santiago era la piedra angular de la restauración, el punto central de la renovada iglesia. 
La reforma de la iglesia fue inaugurada el 2 de abril de 1989.

## Descripción
Está construida en piedra de la zona y ladrillo macizo para los muros y bóvedas.

### Exterior
La fachada principal cuenta con una puerta en arco de medio punto flanqueada por columnas corintias, sobre la que se sitúa un ventanal, con un rosetón, flanqueado por un vano rasgada a cada lado, que da paso a una torre, que empieza en una orla con un campanario en un arco doble, el de abajo, una vano bíforo, con una columna en medio, que acaba en un cuerpo compuesta de 4 caras, cada una con frontón con una esferas del
reloj con casilicios sobre el que se sitúa un chapitel piramidal negro.

### Interior

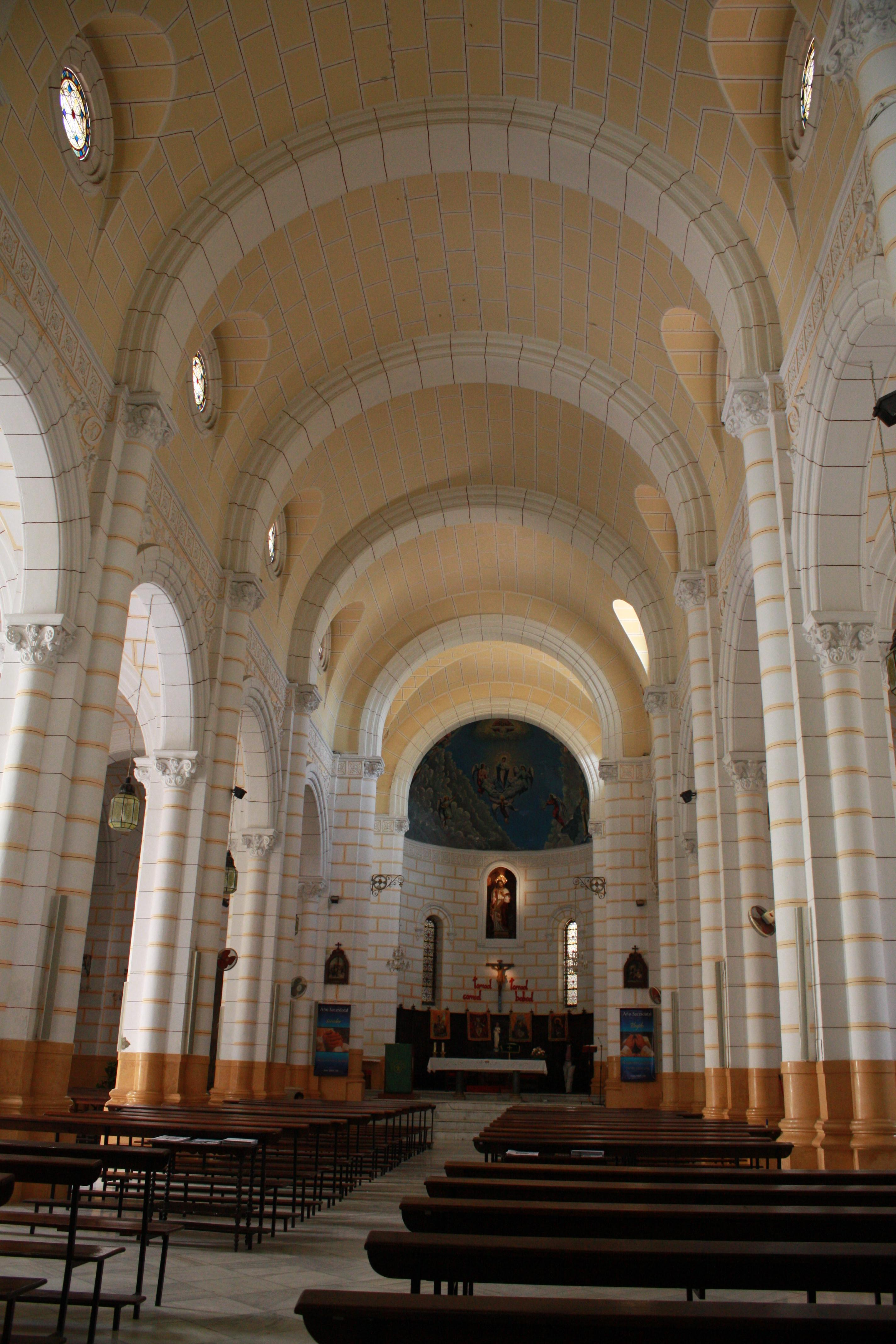
Nave
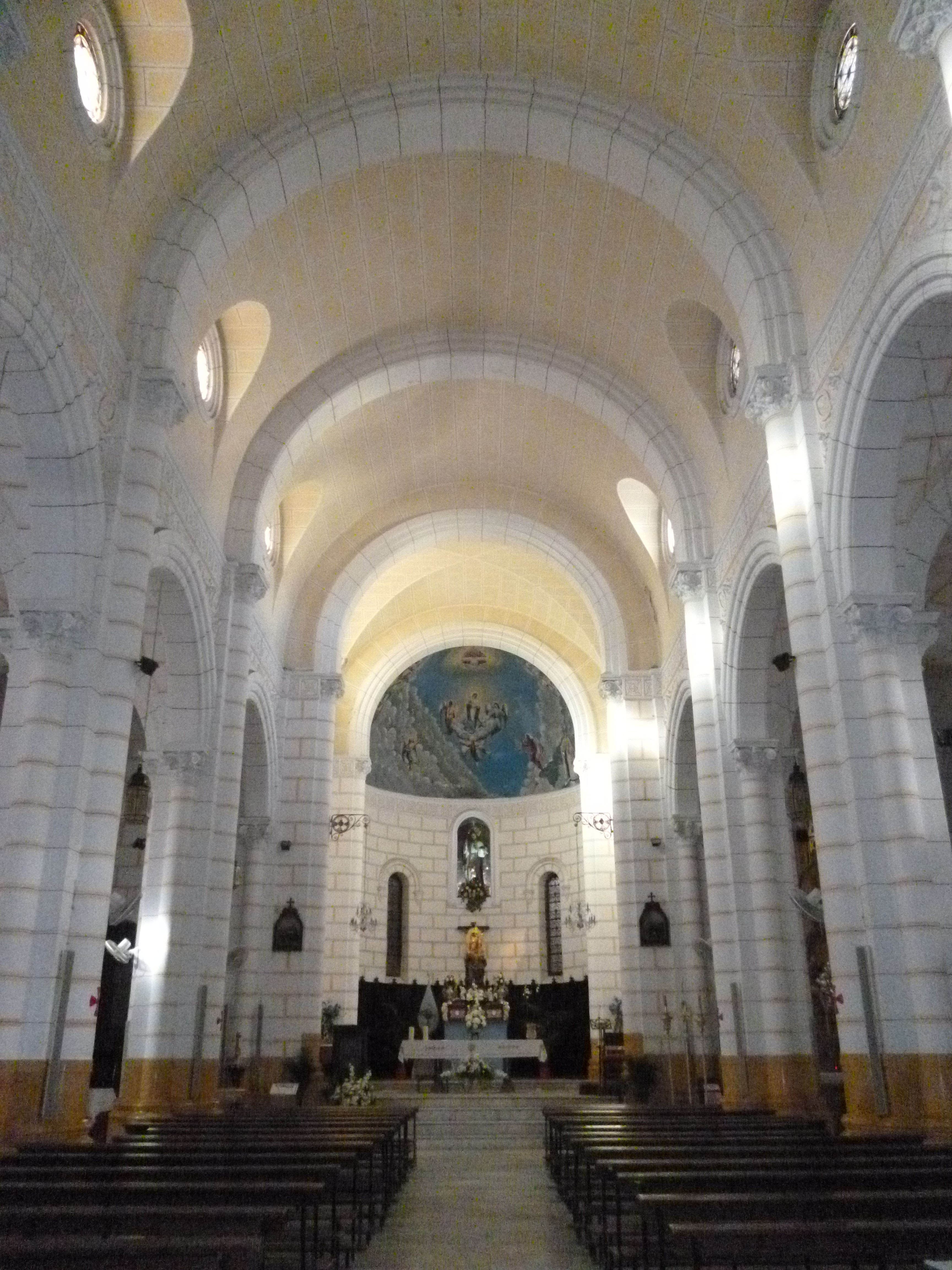
Nave
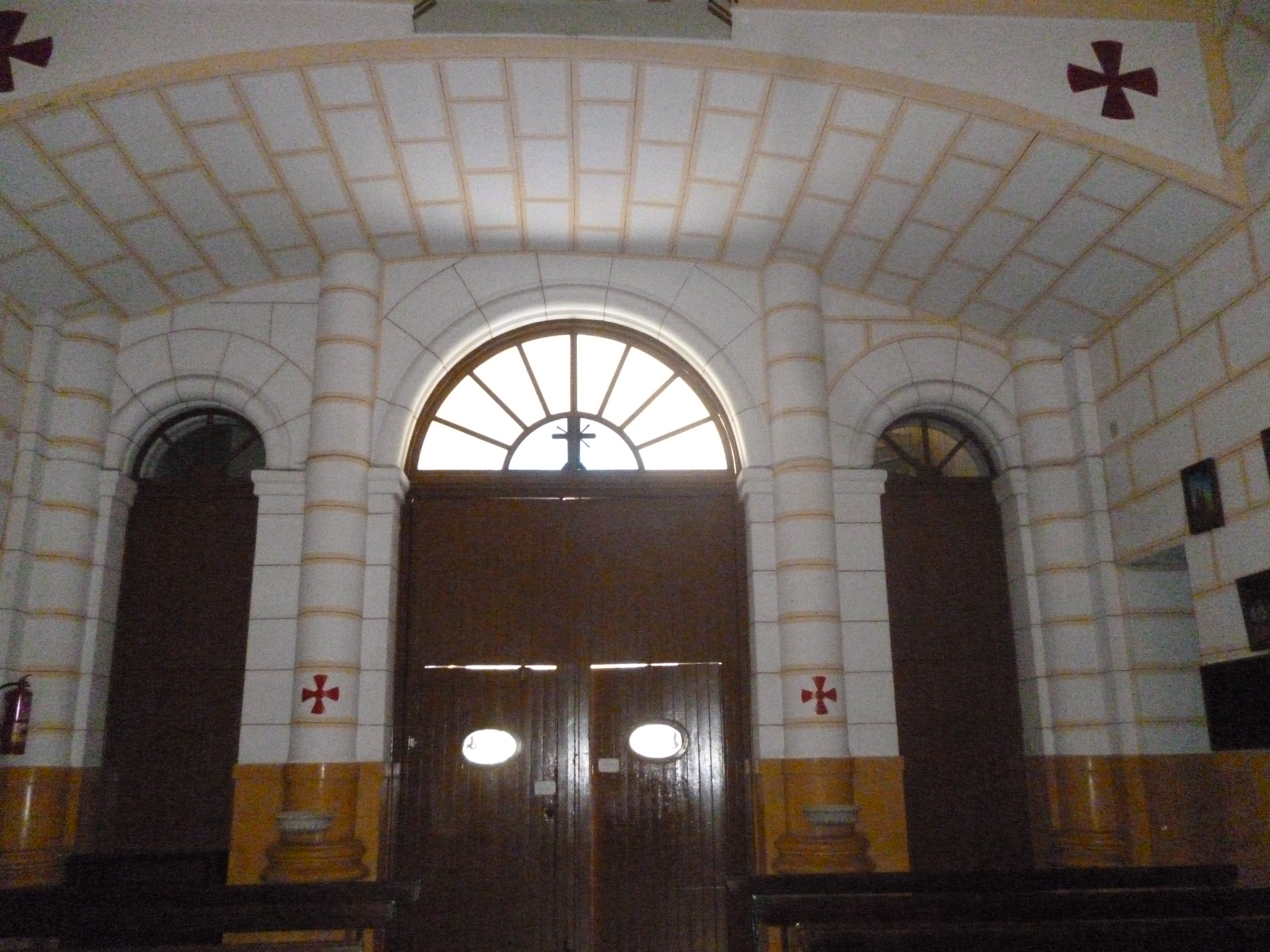
Puerta
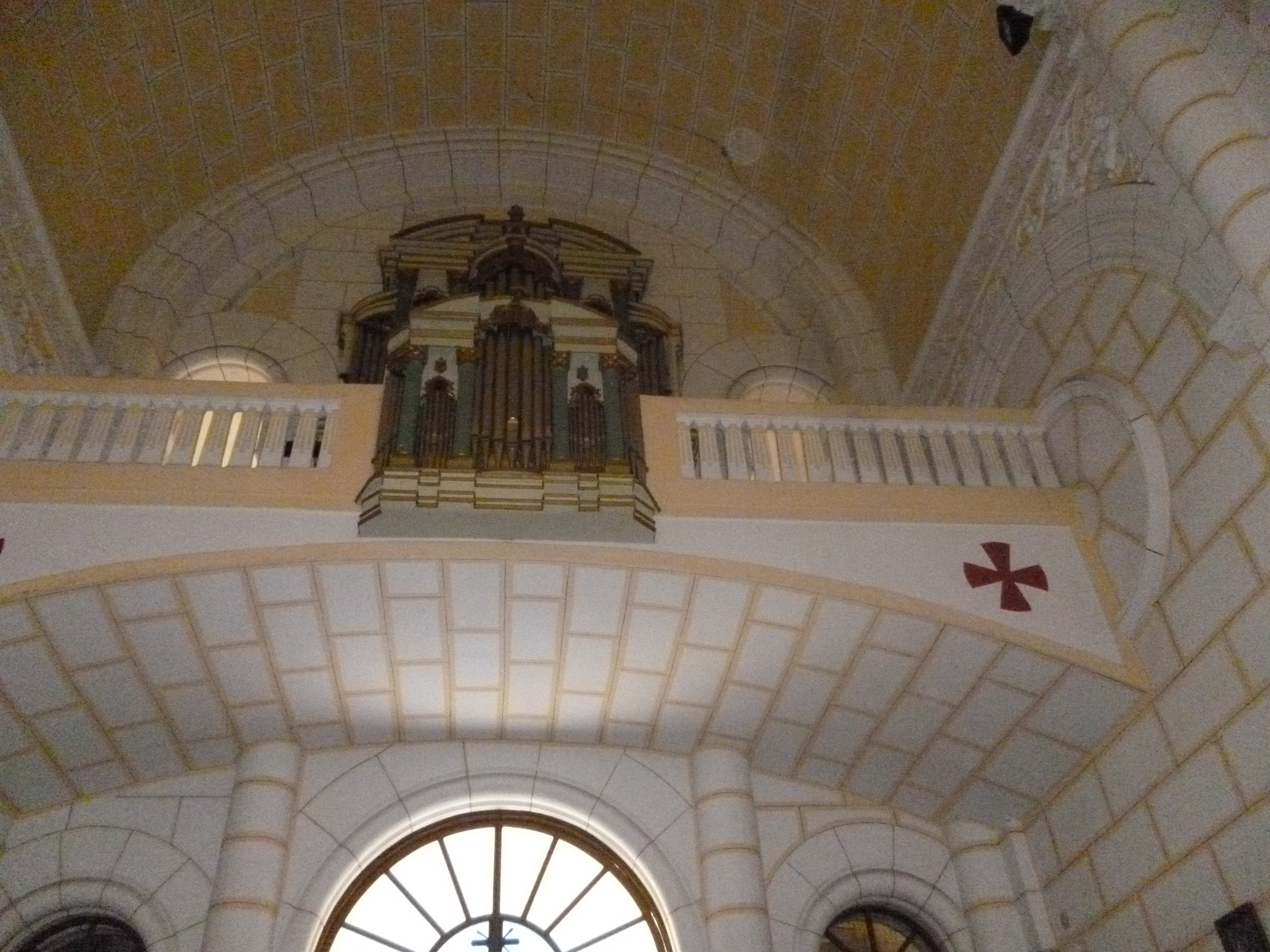
Órgano
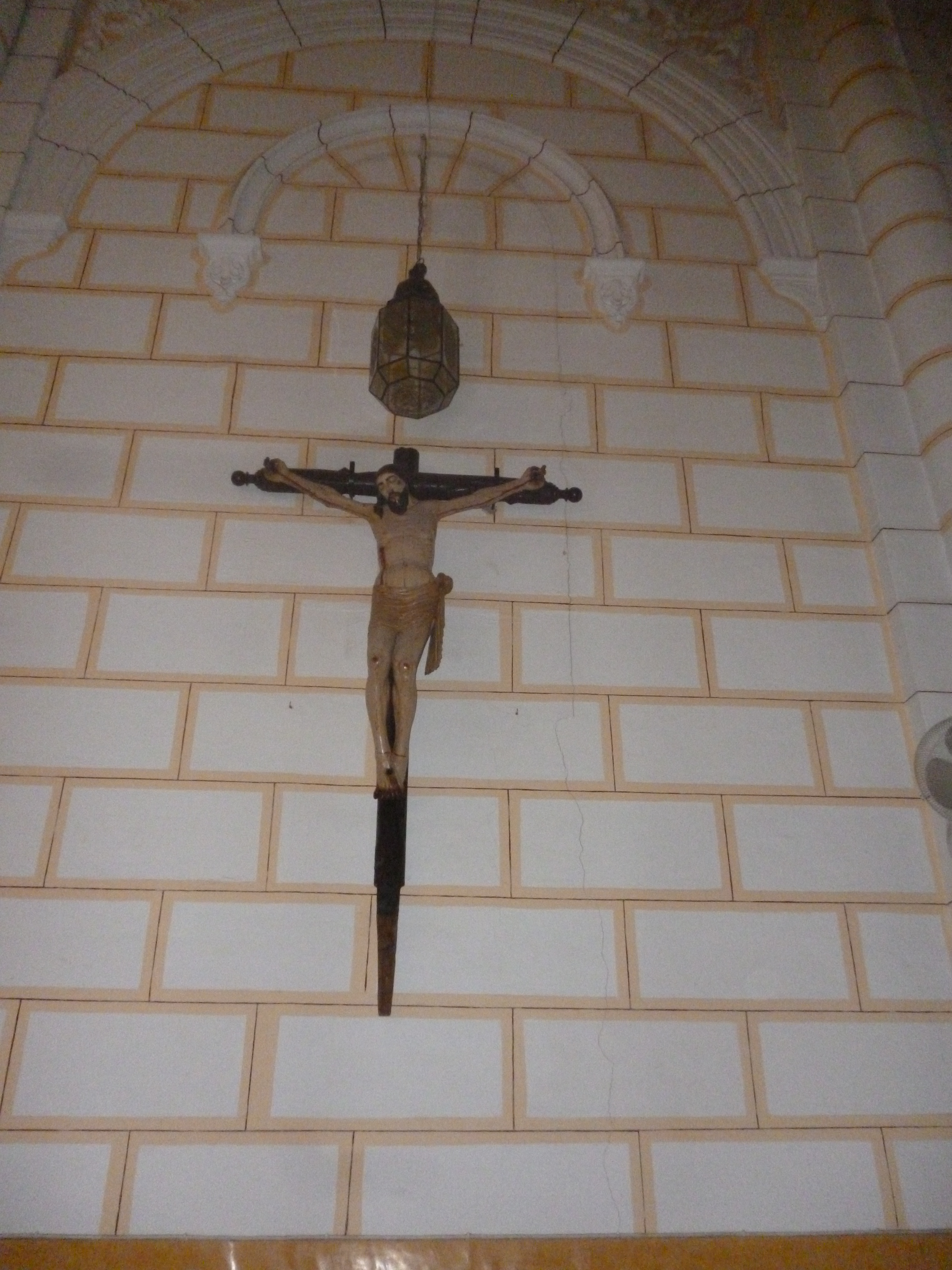
Cristo de a Vera Cruz Socorro
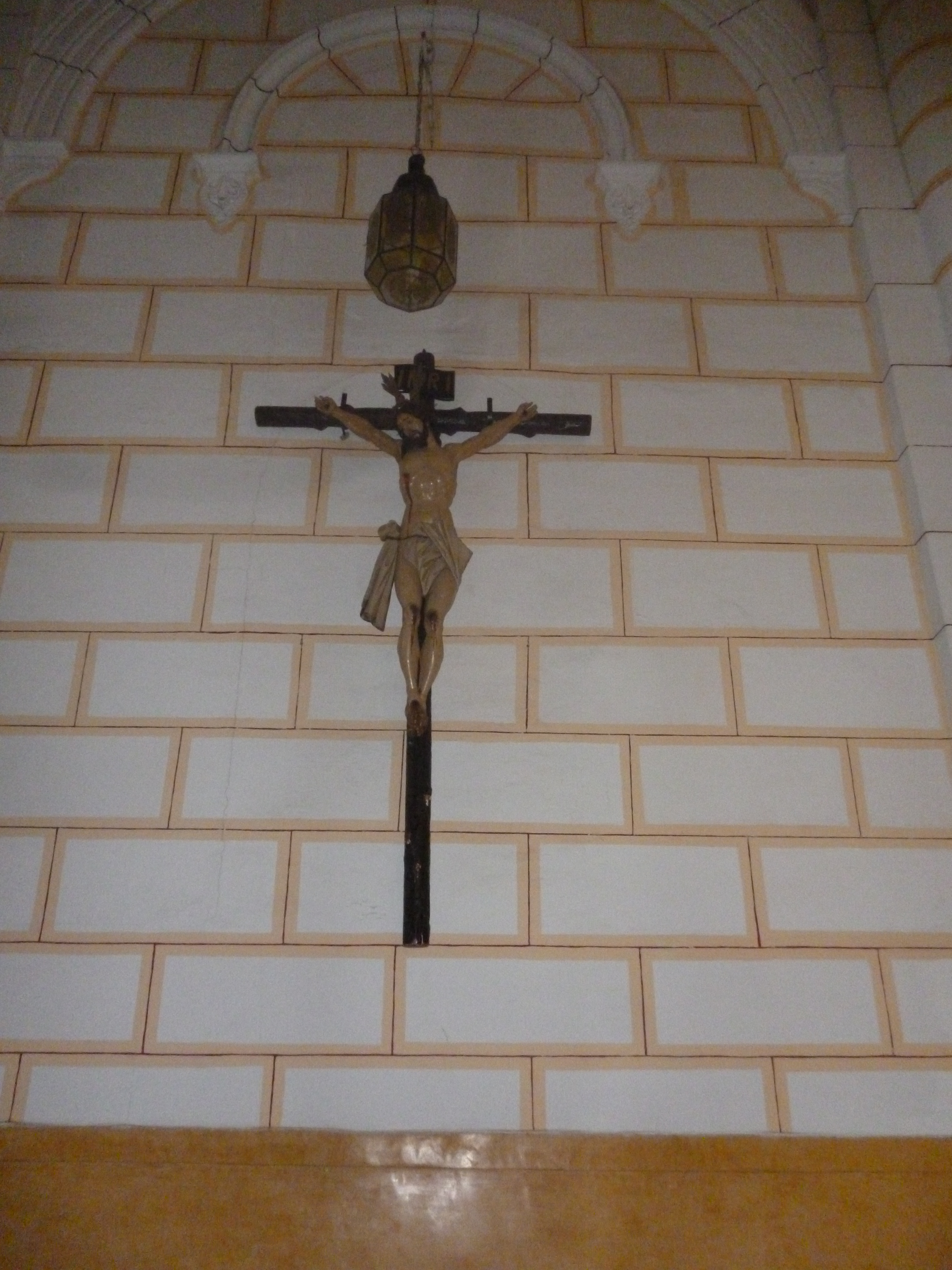
Cristo del Socorro
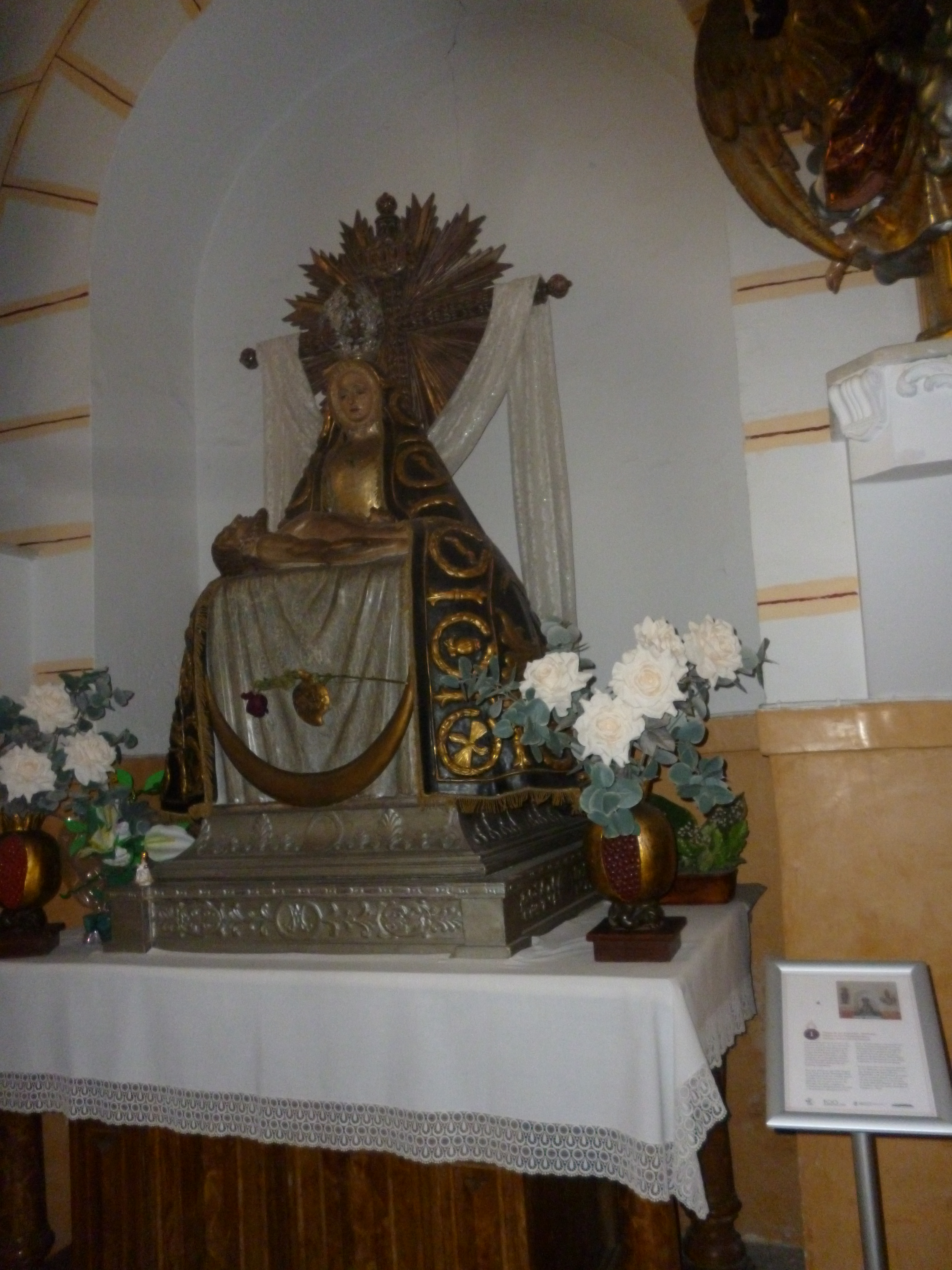
Virgen de las Angustias
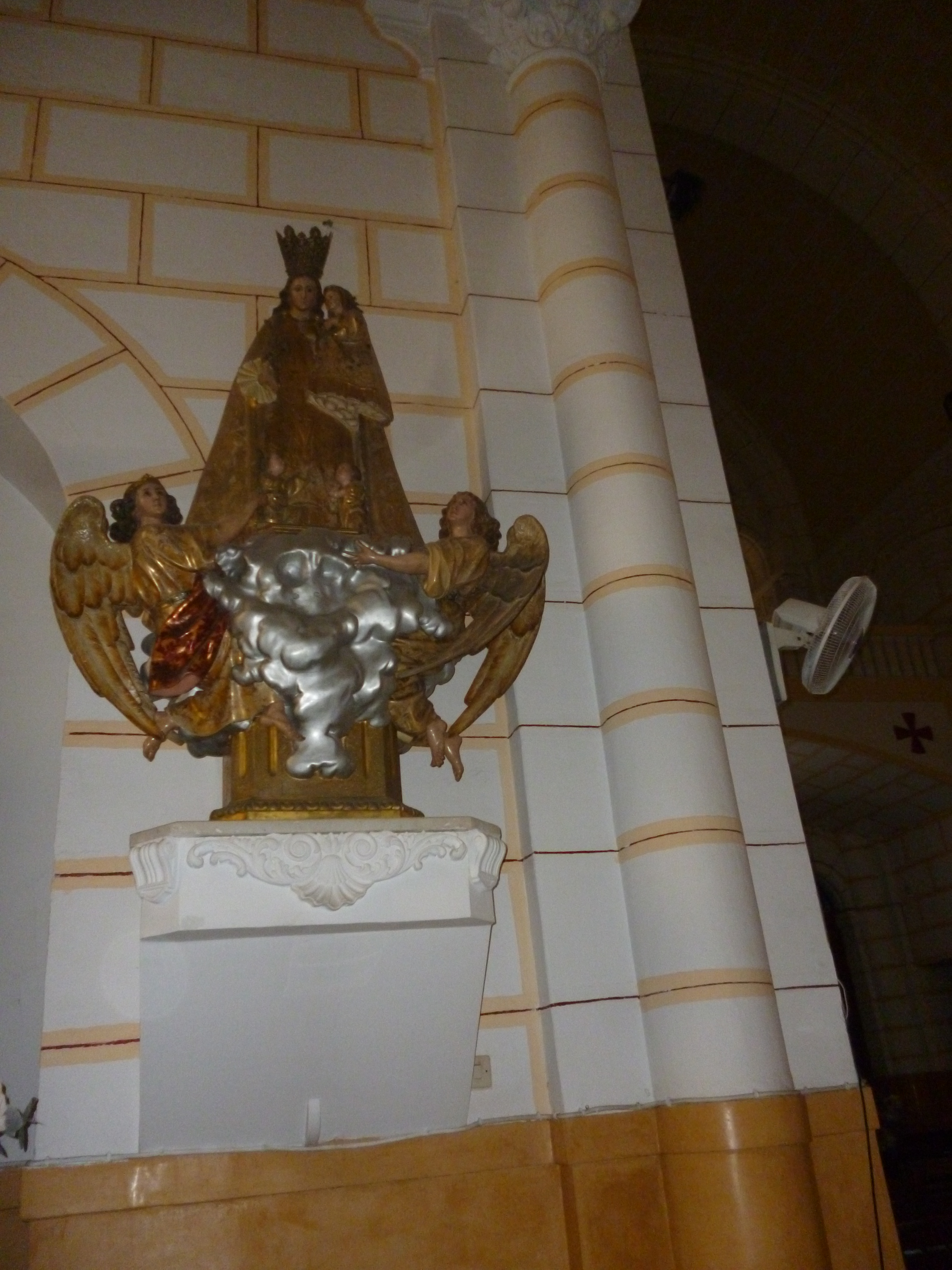
Virgen de los Desamparados
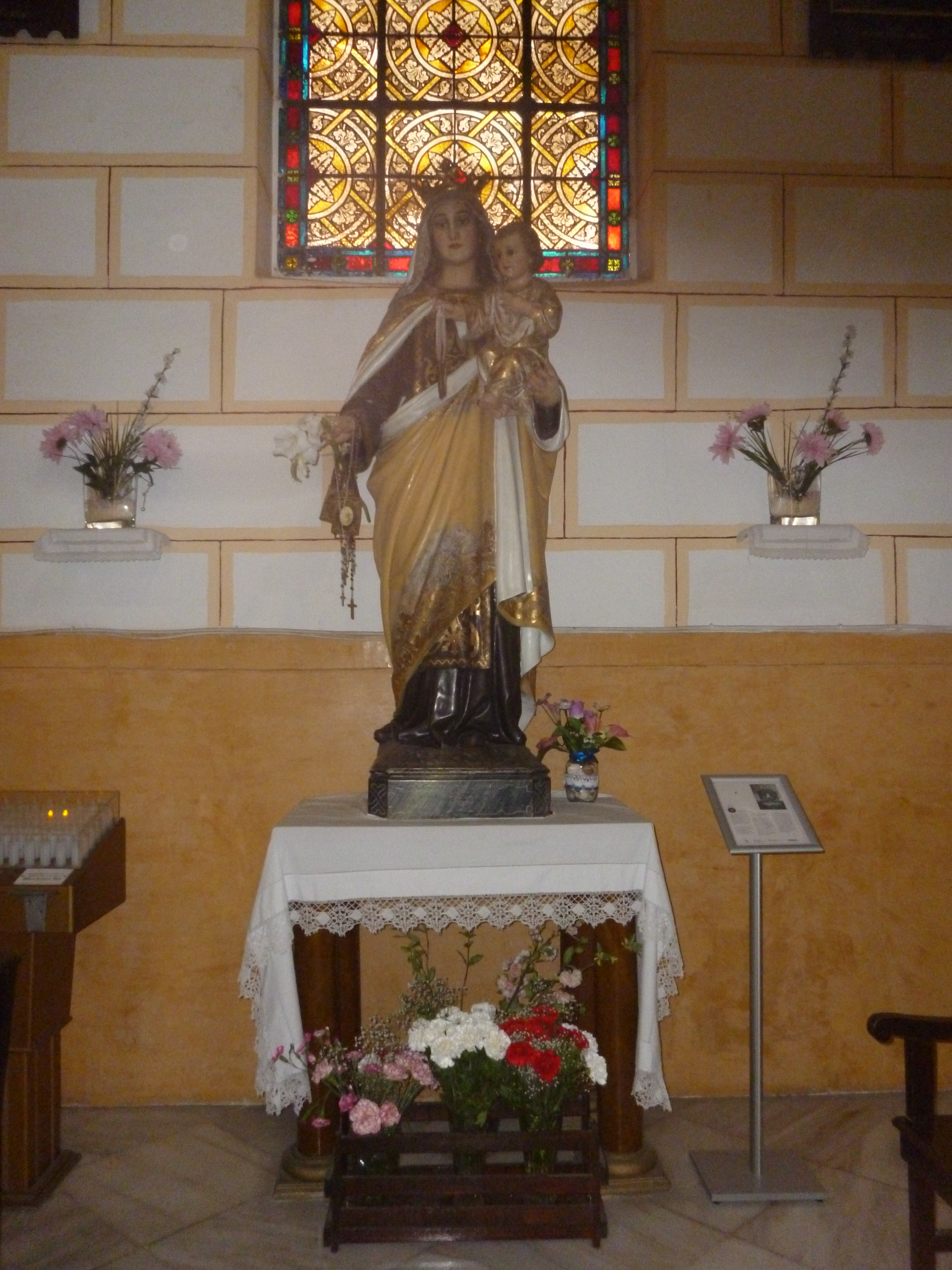
Virgen del Carmen
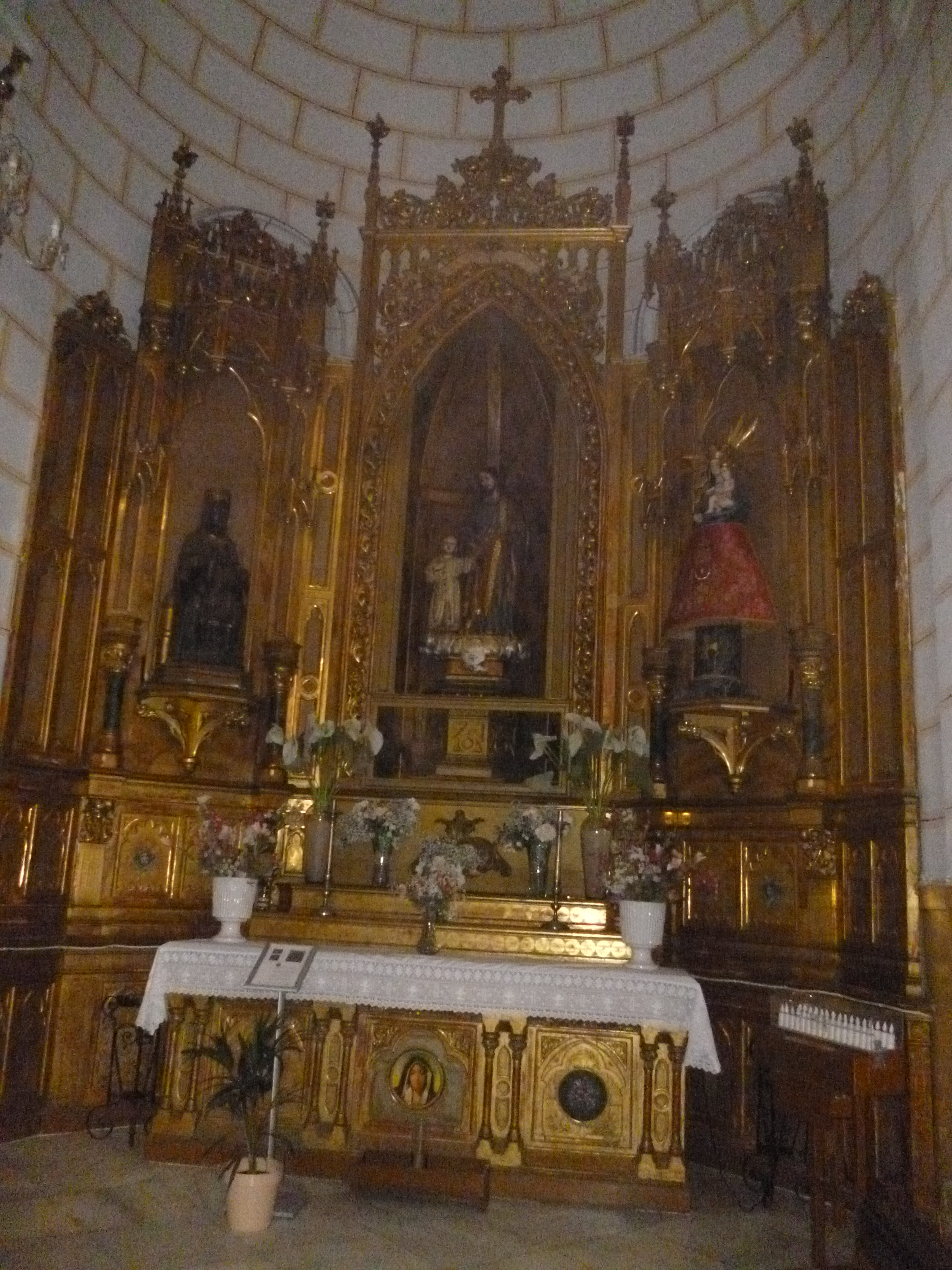
Retablo de San José
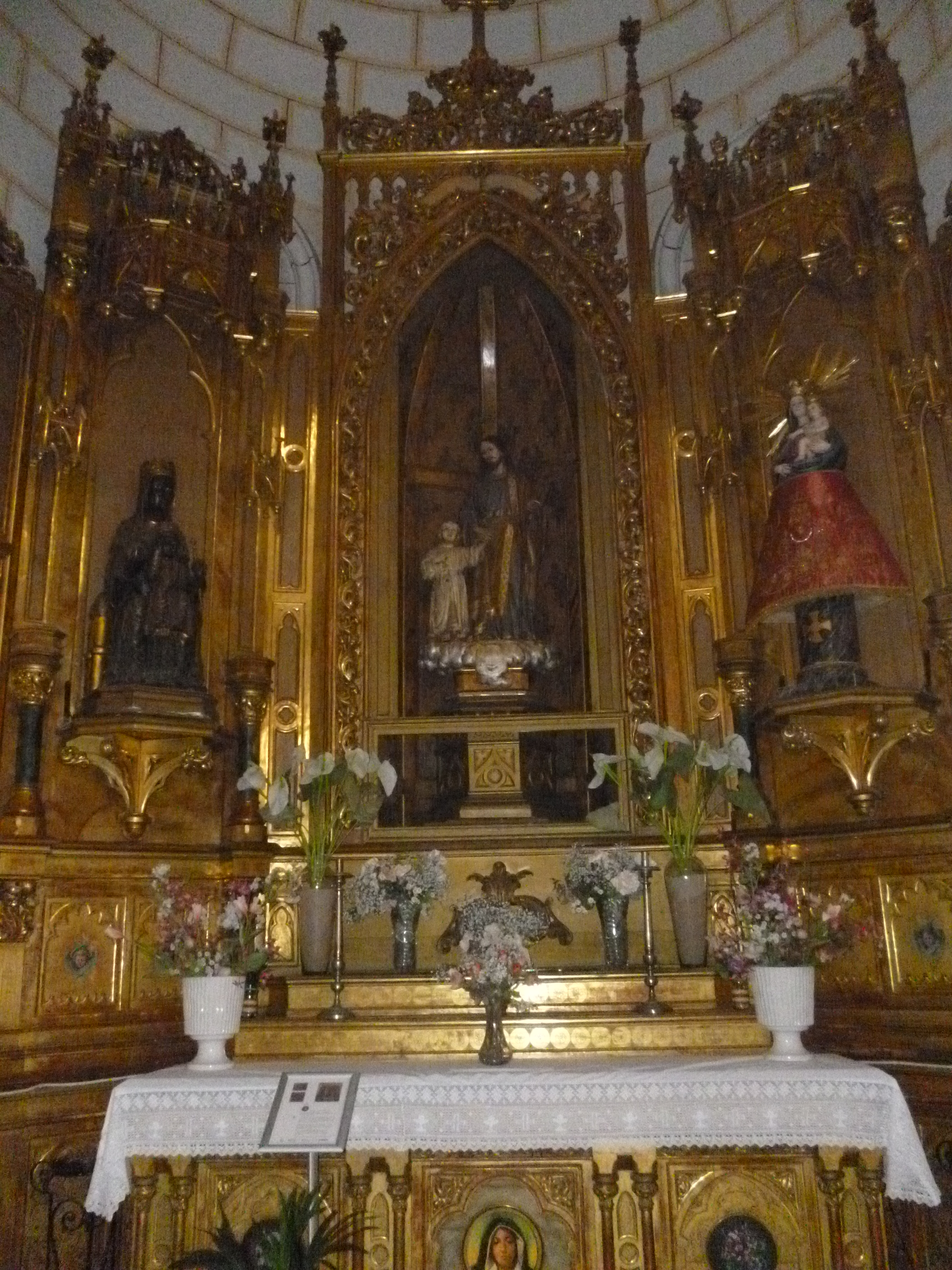
Retablo de San José
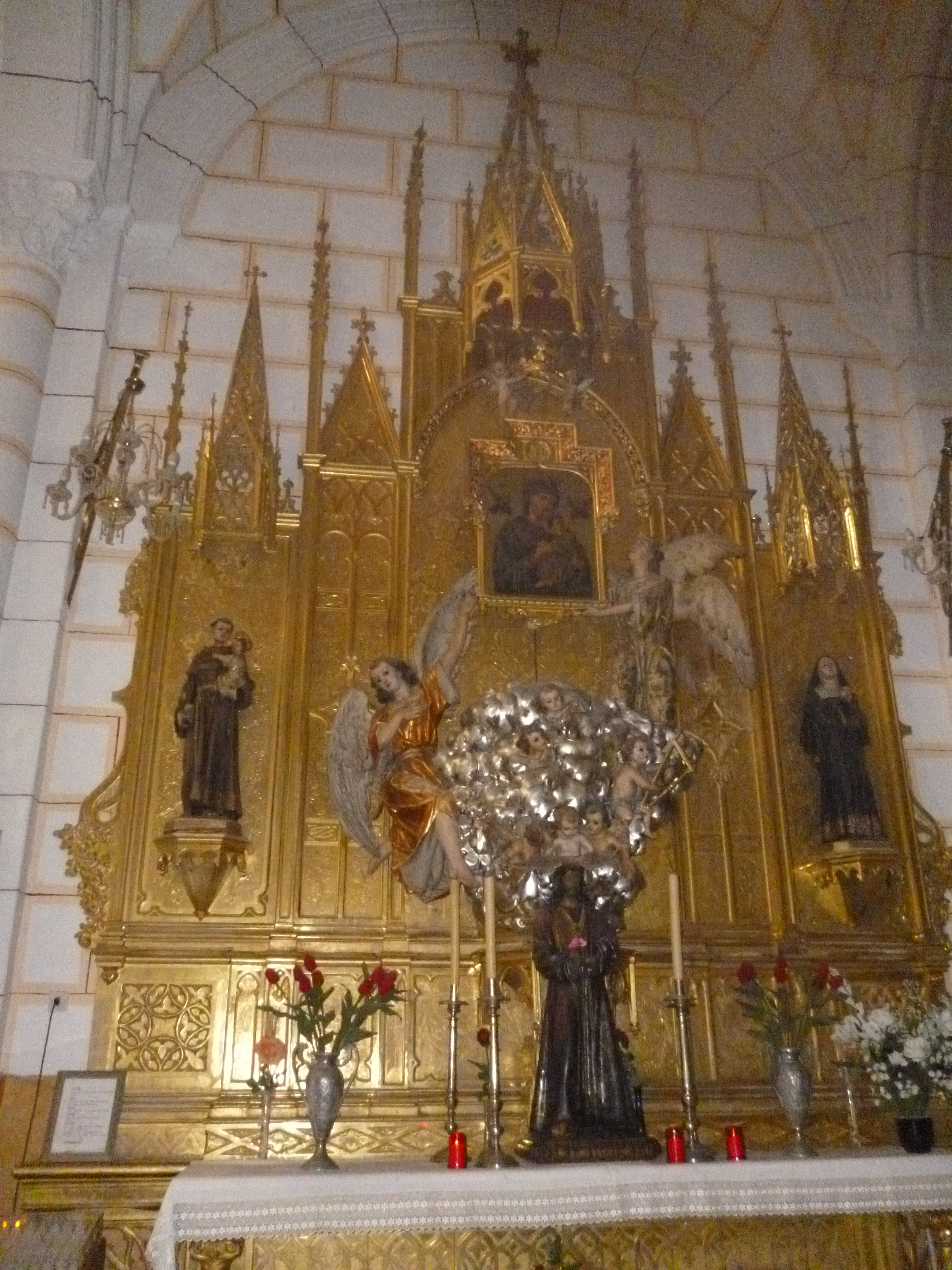
Altar de Nuestra Señora del Perpetuo Socorro
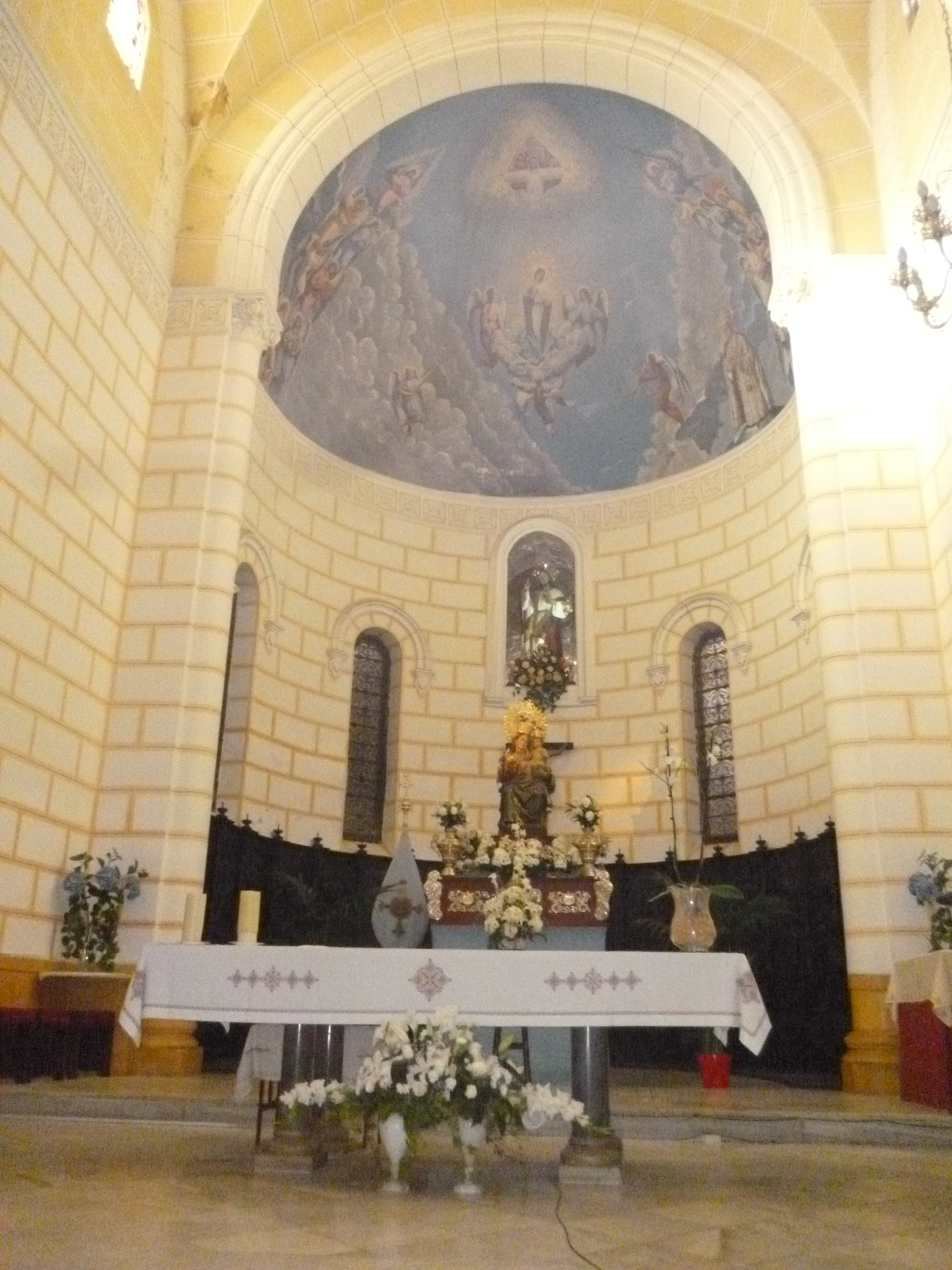
Altar Mayor
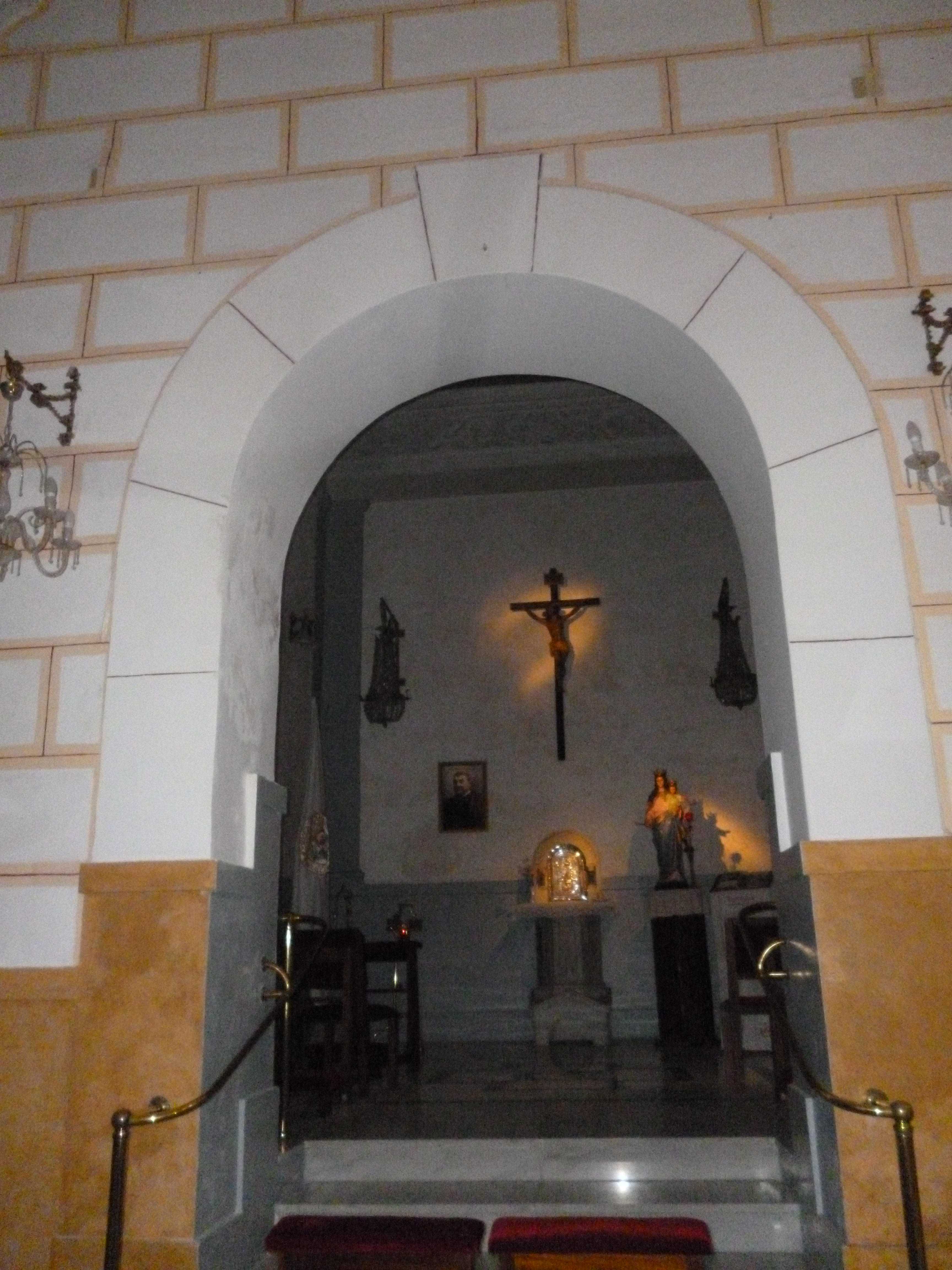
Capilla del Sagrario
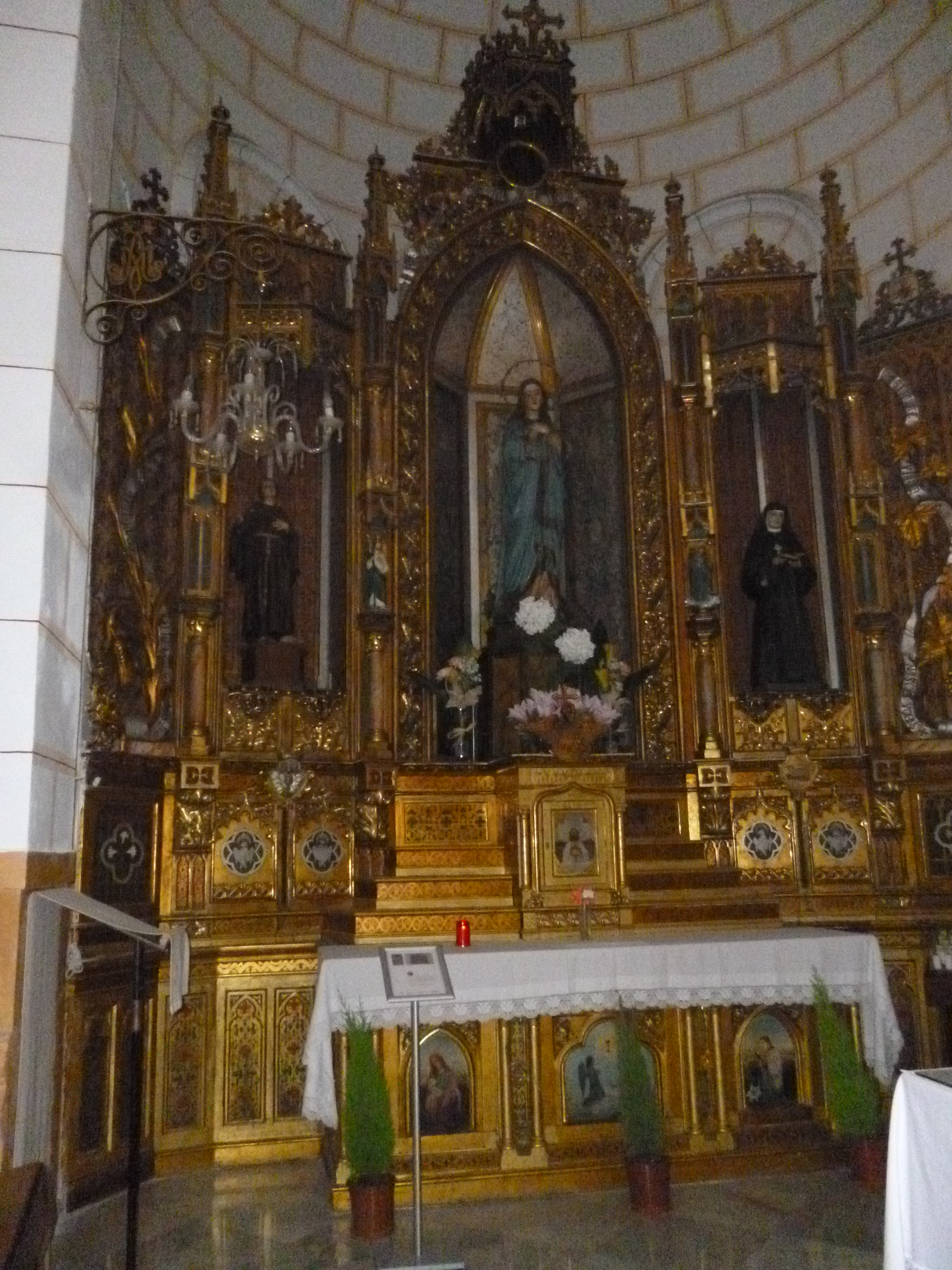
Retablo de la Inmaculada

El templo es de planta basilical, con tres naves de 500 metros cuadrados yn con capacidad de 2000 personas, la nave central más ancha y alta que las laterales, con una bóveda de cañón con arcos formeros en la que se abren óculos. Esta nave que desemboca en un ábside semicircular, las columnas son de orden corintio y los muros están tratados de forma que imitan la sillería.